# 910 (číslo)
Devět set deset je přirozené číslo. Římskými číslicemi se zapisuje CMX a řeckými číslicemi ϡιʹ. Následuje po čísle devět set devět a předchází číslu devět set jedenáct.

## Matematika
910 je:
- Abundantní číslo
- Složené číslo
- Šťastné číslo

## Astronomie
- (910) Anneliese je planetka hlavního pásu, kterou objevil v roce 1919 Karl Wilhelm Reinmuth.

## Roky
- 910
- 910 př. n. l.